# Juan Luis Segundo
Juan Luis Segundo (Montevideo, 31 octobre 1925 - 17 janvier 1996) est un théologien jésuite urugyaen, qui a été un auteur important de la théologie de la libération. 

## Biographie
Il rejoignit la Société de Jésus en 1941, étudiant d'abord au séminaire de Córdoba et de San Miguel (1946-1948), en Argentine, puis à la Faculté de théologie San Alberto à Louvain, en Belgique. Il y rencontra Gustavo Gutiérrez, autre figure majeure de la théologie de la libération.
Ordonné prêtre en 1955, il soutenu une thèse en 1958 intitulée La chrétienté, une utopie?. Segundo étudia ensuite à la Sorbonne, obtenant un doctorat d'État à la Faculté de lettres, sa thèse portant sur le philosophe russe et existentialiste chrétien, Nicolas Berdiaeff, et le concept de personne dans le christianisme.
De retour à Montevideo, il créa les Cursos de Complementación Cristiana, cours durant lesquels il analysa, de 1961 à 1964, les problèmes économiques, sociaux et politiques à la lumière de la religion catholique. Parallèlement, il collabora aux travaux politistes du chilien Roger Vekemans (Ensayo de tipología socioeconómica latinoamericana) ainsi qu'à ceux de Renato Poblete (Ensayo de tipología política de América Latina, publiés par l'OEA à Washington en 1961).  
Segundo cofonda en 1965 le Centre d'études sociales et théologiques Pierre Favre
(Centro de Investigación y Acción Social Pedro Fabro) avec d'autres jésuites, qu'il dirige jusqu'en 1971. Le centre fut fermé par la dictature militaire (1973-1985). Une partie des travaux fut publiée dans la revue Perspectivas de Diálogo, interdite dès 1975. C'est de cette expérience que provient son ouvrage majeur, Teología abierta para el laico adulto (Théologie ouverte pour le laïc adulte), cinq volumes publiés en Argentine par la maison d'édition Carlos Lohlé.
En 1970, il participa à une des réunions fondatrices de la théologie de la libération, à Petrópolis (Brésil). Il était également conseiller en ecclésiologie pour le Conseil épiscopal latino-américain (CELAM). 
Étant forcé à l'exil sous la dictature, il enseigna au Brésil, au Canada et aux États-Unis (Harvard, etc.). La Catholic Press Association of New York lui décerna le prix du meilleur livre sur la liturgie en 1974, pour The Sacraments Today, vol. 4 de A Theology for Artisans of a New Humanity.
Dans son ouvrage, Théologie de la libération. Un avertissement à l'Église (traduit en portugais et publié en 1987 aux éditions Paulinas), il affirme que certaines affirmations de Marx concernant le travail et la liberté seraient proches de ce que Jean-Paul II lui-même affirmait dans Laborem exercens .

### En espagnol
- Teología abierta para el laico adulto, (5 Vols.) Ed. Carlos Lohlé, Buenos Aires. En Colaboración con el Centro Pedro Fabro de Montevideo: I.Esa comunidad llamada Iglesia (1968); II.Gracia y Condición humana (1969); III.Nuestra idea de Dios (1970); IV.Los Sacramentos hoy(1971); V Evolución y Fe (1983-84)
- De la Sociedad a la Teología, (Cuadernos Latinoamericanos 2) Ed. C. Lohlé, Buenos Aires, 1970
- Teología abierta para el laico adulto (1971)
- Qué es un cristiano. Etapas precristianas de la Fe. Concepción cristiana del Hombre, Ed. Mosca Hnos. Montevideo 1971, 128 pp. [La parte sobre el Nuevo Testamento tiene su origen en conferencias dadas en 1962 en la Universidad de la República del Uruguay].
- Masas y Minorías en la Dialéctica divina de la Liberación, (Cuadernos de Contestación Polémica) Editorial La Aurora, Buenos Aires 1973, [Conferencias dictadas en las Cátedras Carnahan, Instituto Superior Evangélico de Educación Teológica Isedet 1972]
- Acción pastoral latinoamericana: sus motivos ocultos, Ed. Búsqueda, Bs. As. 1972
- Liberación de la Teología, (Cuadernos Latinoamericanos 17) Ed. Carlos Lohlé, Bs. As.
- El Hombre de Hoy ante Jesús de Nazareth, (3 Vols): I. Fe e Ideología; II/1. Historia y Actualidad. Sinópticos y Pablo ; II/2 Historia y Actualidad. Las Cristologías en la Espiritualidad. Ed. Cristiandad, Madrid, 1982
- Teología Abierta, 3 Vols.(Col. Senda Abierta 3,4 y 5) Ed. Cristiandad, Madrid 1983-1984: I. Iglesia - Gracia ; II. Dios, Sacramentos, Culpa; III. Reflexiones Críticas.
- Teología de la Liberación: Respuesta al Cardenal Ratzinger, Ed. Cristiandad, Madrid 1985
- El Dogma que libera. Fe, revelación y magisterio dogmático. (Col. Presencia Teológica 53) Ed. Sal Terrae, Santander 1989
- ¿Qué Mundo? ¿Qué Hombre? ¿Qué Dios? (Col. Presencia Teológica 72), Ed. Sal Terrae, Santander 1993
- El Caso Mateo. Los comienzos de una ética judeo-cristiana, (Col.: Presencia Teológica 74), Ed. Sal Terrae, Santander 1994
- El Infierno. Un diálogo con Karl Rahner, Prólogo de Elbio Medina. Coeditado por Ed. Trilce, Montevideo y Lohlé-Lumen Bs. As. 1998.

## Sources
- (es) Cet article est partiellement ou en totalité issu de l’article de Wikipédia en espagnol intitulé « Juan Luis Segundo » (voir la liste des auteurs).
- Notices d'autorité :   - VIAF
  - ISNI
  - BnF (données)
  - IdRef
  - LCCN
  - GND
  - Espagne
  - Belgique
  - Pays-Bas
  - Israël
  - NUKAT
  - WorldCat
- Kim, Hyung-Kon, "Juan Luis Segundo," The Boston Collaborative Encyclopedia of Modern Western Theology, 1999